# سیارک ۹۱۴۲۹
سیارک ۹۱۴۲۹ (به انگلیسی: 91429 Michelebianda، نامگذاری:1999QO2) نود و یک هزار و چهارصد و بیست و نهمین سیارک کشف شده‌است که در ۳۰ اوت ۱۹۹۹ کشف شد.